# دوري كرة القدم الغربي 1935–36
دوري كرة القدم الغربي 1935–36 (بالإنجليزية: 1935–36 Western Football League)‏ هو موسم من دوري كرة القدم الغربي ‏. فاز فيه نادي بريستول روفيرز.